# Edmund Jankowski

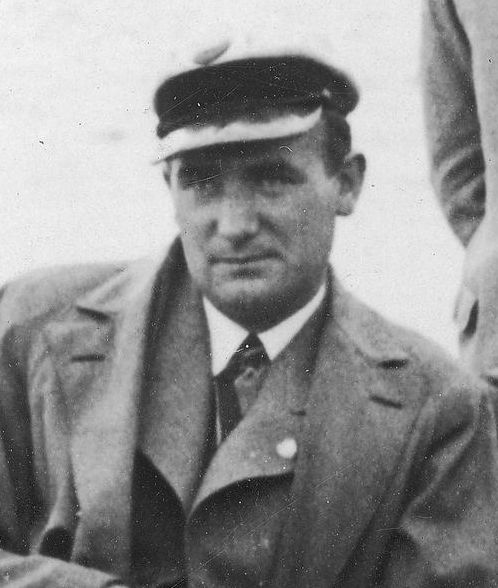
Edmund Jankowski (1935)

Edmund Bernard Jankowski (* 28. August 1903 in Wrocki, Woiwodschaft Kujawien-Pommern; † 1. November 1939 in Fordon) war ein polnischer Ruderer. 
Edmund Jankowski ruderte für die Rudergesellschaft BTW Bydgoszcz. Bei den Olympischen Spielen 1928 in Amsterdam nahmen im Vierer mit Steuermann insgesamt elf Boote teil. Der polnische Vierer mit Franciszek Bronikowski, Edmund Jankowski, Leon Birkholc, Bernard Ormanowski und Steuermann Bolesław Drewek gewann im Vorlauf gegen das japanische Boot, in der Zwischenrunde gegen die Franzosen und im Viertelfinale gegen die Belgier. Im Halbfinale unterlagen die Polen den Schweizern und erhielten die Bronzemedaille hinter den Italienern und den Schweizern.
Jankowski war 1927 und 1929 polnischer Meister im Vierer ohne Steuermann. Bei den Europameisterschaften 1929 gewann der polnische Vierer ohne Steuermann mit Jerzy Braun, Leon Birkholc, Edmund Jankowski und Franciszek Bronikowski Bronze hinter den Booten aus Italien und aus den Niederlanden. 
Jankowski war in den 1930er Jahren Direktor einer Fahrradfabrik und beteiligte sich nach dem deutschen Überfall auf Polen an der Verteidigung Warschaus. Er wurde bei den Massenexekutionen an polnischen Zivilisten im Tal des Todes durch die Gestapo hingerichtet.